# Vahliella
Vahliella  P.M. Jørg. – rodzaj grzybów z rodziny Vahliellaceae. Ze względu na współżycie z glonami zaliczany jest do grupy porostów.

## Systematyka i nazewnictwo
Pozycja w klasyfikacji według Index Fungorum: Vahliellaceae, Peltigerales, Lecanoromycetidae, Lecanoromycetes, Pezizomycotina, Ascomycota, Fungi.
Niedawno utworzony nowy rodzaj, jak dotąd nie posiada nazwy polskiej.

## Gatunki
- Vahliella adnata (P.M. Jørg. & Upreti) P.M. Jørg. 2008
- Vahliella atlantica (P.M. Jørg. & P. James) P.M. Jørg. 2008
- Vahliella californica (Tuck.) P.M. Jørg. 2008
- Vahliella globigera (Fryday & P.M. Jørg.) P.M. Jørg. 2008
- Vahliella hookerioides (P.M. Jørg.) P.M. Jørg. 2008
- Vahliella isidioidea Pérez-Vargas, C. Hdez.-Padr., Van den Boom & P.M. Jorg. 2014[3]
- Vahliella labrata (P.M. Jørg.) P.M. Jørg. 2008
- Vahliella leucophaea (Vahl) P.M. Jørg. 2008 – tzw. Strzępczyk drobny, strzępiec drobny, łusecznica drobna
- Vahliella saubinetii (Mont.) P.M. Jørg. 2008

Nazwy naukowe na podstawie Index Fungorum. Nazwy polskie według W. Fałtynowicza.